# Plankstadt
Plankstadt è un comune tedesco di 9 548 abitanti, situato nel land del Baden-Württemberg.